# Теория за когнитивния баланс
Теорията за когнитивния (структурен) баланс е една от теориите за когнитивното съответствие. Това е мотивационна теория за промяната в нагласите, предложена от Фриц Хайдер, която разкрива наличието на постоянен мотив, който движи напред към психологически баланс. Теорията разгледа когнитивната балансираност у човека при възприемането на друг човек и построяването на отношението си към този човек и към общите за тях обекти.
Например:Човек, който харесва Друг човек може да бъде балансиран от същата валентна нагласа от името на друг. Символично Ч (+) > Д и Ч < (+) Д води до психологически баланс.
Това може да бъде разширени както и до обекти (Х), като по този начин се представят взаимоотношения в триъгълник. Ако човек Ч харесва обекта Х, но не харесва другия човек Д, какво ще почувства Ч, ако разбере че Д е създала Х? Това се описва по следния начин:
- Ч (+) > Х
- Ч (-) > Д
- Д (+) > Х

Умножяването на знаците показва, че човек ще усети дисбаланс в тези взаимоотношения и ще бъде мотивиран да поправи баланса някак си. Човекът може да направи следното:
- Да реши, че Д не е толкова лош все пак,
- Да реши, че Х не е толкова добър, колкото си е мислил преди или
- Да заключи, че Д не е направил наистина Х